# کارآگاه (فیلم ۱۹۸۵)
کارآگاه (به فرانسوی: Détective) فیلمی است به کارگردانی ژان-لوک گدار، محصول سال ۱۹۸۵. این فیلم در بخش مسابقه جشنواره فیلم کن به نمایش درآمده است.

## خلاصه داستان
کلود براسور خلبان است. او آشکار عاشق و شیفته همسرش ناتالی بی است. ناتالی بی با مدیر برنامه‌های یک بوکسور (جانی آلیده) روی هم ریخته است. براسور و بی وارد هتل کنکورد سن لازار می‌شوند. آنها نقشه‌ای در سر دارند تا ۴۰ میلیون فرانک به جیب بزنند.

## درباره فیلم
- آلن سرده، تهیه‌کننده فیلم، طرح گنگی برای یک فیلم تریلر داشت و ستاره‌ای (ناتالی بی) که حاضر بود در آن فیلم بازی کند. ژان-لوک گدار هم برای فیلم بعدی‌اش، سلام بر مریم، به پول احتیاج داشت. به همین دلیل پیشنهاد ساخت این فیلم را پذیرفت.
- گدار، ۲۶ سال پس از به نمایش درآمدن از نفس افتاده، در فیلم کارآگاه بار دیگر به سراغ کهن‌الگوهای فیلم نوآر می‌رود و قواعد و الگوهای ژانر را به نحوی به کار می‌بندد که با دنیای واقعی بی‌ارتباط است.
- هنرپیشه‌های فیلم در نقش‌هایی بازی می‌کنند که با آنها شناخته شده‌اند. ناتالی بی که در فرانسه او را به خاطر بازی در نقش زن‌های فرانسوی ساده، زجرکشیده و پاکدامن دوست داشتند، در نقش زنی فرانسوی ساده، زجرکشیده و پاکدامن ظاهر می‌شود.
- داستان فیلم در فضاهای داخلی یک هتل در پاریس می‌گذرد. فضای بسته فیلم، زندانی را تداعی می‌کند که شخصیت‌ها در آن در وضعیتی کلیشه‌ای اسیر شده‌اند.[۳]